# کسب‌وکار بین‌المللی
کسب‌وکار بین‌المللی به تجارت کالاها، خدمات، فناوری، سرمایه یا دانش در مقیاس جهانی، برون مرزی یا فراملی اشاره دارد. کسب‌وکار بین‌المللی به معنی فعالیت‌های خرید و فروش کالا و خدمات در فراسوی مرزها بین‌المللی و میان کشورها است و شامل مبادله کالاها، خدمات و ایده‌ها بین کشورهای مختلف می‌شود. بازرگانان و سازمان هائی از قبیل بنگاه‌های اقتصادی خصوصی یا دولتی همگی می‌توانند در این فرایند حضور داشته باشند.
کسب‌وکار بین‌المللی شامل معاملات فرامرزی کالا و خدمات بین دو یا چند کشور، مبادلات منابع (مثل سرمایه، مهارت‌ها) و خدمات مانند امور مالی، بانکی، بیمه و… نیز می‌شود. ممکن است کسب‌وکار بین‌المللی توسط سازمان‌هایی در هر اندازه، از شرکت‌های نوپا و کوچک گرفته تا شرکت‌های چندملیتی انجام شود.
برای انجام فعالیت‌های بازرگانی در خارج از کشور، سازمان‌ها بایست بازارهای ملی را به بازار جهانی متصل کنند. دو عامل در مقیاس کلان وجود دارد که بر روند جهانی شدن مؤثر است. اولین مورد از بین بردن موانع برای تسهیل بازرگانی فرامرزی است (مانند جریان آزاد کالاها و خدمات و سرمایه) که «تجارت آزاد» نامیده می‌شود. دوم تغییرات فناوری، به ویژه تحولات در ارتباطات، پردازش اطلاعات و فناوری‌های ترابری است.

## عوامل مؤثر در کسب‌وکار بین‌الملل
برای انجام فعالیت‌های تجارت خارجی، سازمان‌ها باید از همه عواملی که ممکن است بر اعمال تجاری تأثیر بگذارد مثل تفاوت در مسایل حقوقی، سیاسی، اقتصادی، زبان، استانداردهای حسابداری، استانداردهای کار، استانداردهای زندگی، استانداردهای زیست‌محیطی، فرهنگ‌های محلی، فرهنگ شرکت‌ها، بازارهای مبادلات خارجی، تعرفه‌ها، مقررات واردات و صادرات، قراردادهای بازرگانی، اقلیم، آموزش و غیره آگاه باشند.
هر یک از این عوامل ممکن است موجب تغییراتی در نحوه انجام تجارت از کشوری به کشور دیگر باشد.

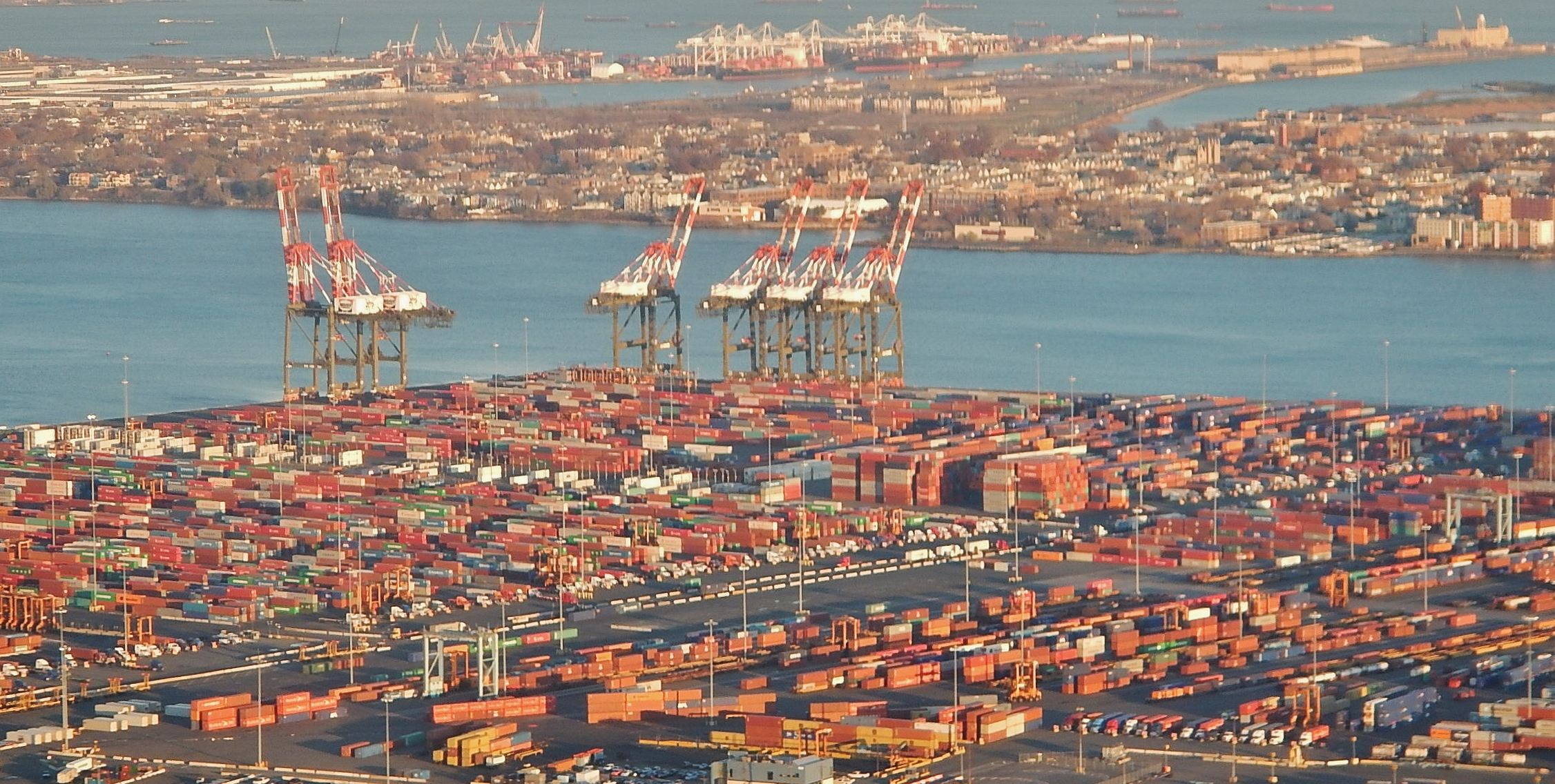
زیرساخت‌های تجاری از قبیل بنادر نقش اساسی در تسهیل بازرگانی بین المللی دارند.

### اهمیت مسائل فرهنگی و زبانی
جهت راه اندازی عملیات بازرگانی موفق در کشورهای خارجی، دانستن اثر تغییرات در فرهنگ‌ها و سنت‌ها میان کشورها بر رویه‌های تجاری، اهمیت دارد که به عنوان سواد فرهنگی شناخته می‌شود. بدون آگاهی از فرهنگ کشور میزبان، راهبرد سازمان در هنگام ورود به بازارهای خارجی دشوارتر و بیشتر مستعد خطا است.
از مزایای درک فرهنگ محلی می‌توان به توانایی ارائه فنون بازاریابی که به‌طور خاص برای بازار محلی طراحی شده است اشاره نمود. دانستن اینکه سایر بنگاه‌های اقتصادی چگونه کار می‌کنند و چه مواردی ممکن است تابوهای اجتماعی باشند یا نباشند.
همچنین تسلط بر زبان‌های محلی اهمیت اساسی در بازرگانی بین المللی دارد .تاجری که به زبان محلی مسلط است قادر است ارتباط مستقیم با کارکنان و مشتریان برقرار کند و احترام مشتریان و کارمندان را با صحبت کردن با آنها به زبان مادری جلب نماید.
موانع زبانی می‌توانند بر هزینه معاملات تأثیر بگذارند. هرچه فاصله زبانی بیشتر باشد، موانع زبانی گسترده‌تری وجود دارد که ممکن است بر هزینه‌های مبادله منعکس شود و عملیات بازرگانی خارجی را بیشتر کند.

## جهانی شدن
امروزه عرصه تجارت و کسب‌وکار حتی در محلی‌ترین سطح نیز با اقتصاد جهانی در ارتباط است. در قرن بیست و یکم، بازرگانی به امری فراملی تبدیل شده و به طیف گسترده‌ای از عوامل جهانی از قبیل مسائل مالی، اقتصادی، اجتماعی، جغرافیایی و … مرتبط گردیده است. جهانی شدن در دهه‌های اخیر به دلیل عوامل زیر رشد داشته است:
- فناوری در حمل و نقل و ارتباطات در حال گسترش است.
- دولت‌ها در حال حذف محدودیت‌های تجاری بین‌المللی هستند.
- موسسات، خدماتی را برای سهولت در انجام تجارت خارجی ارائه می‌دهند.
- مصرف‌کنندگان می‌خواهند در مورد کالاها و خدمات خارجی بیشتر بدانند.
- رقابت جهانی‌تر شده است.
- روابط سیاسی در میان برخی از قدرت‌های بزرگ اقتصادی بهبود یافته است.
- کشورها در مسائل فراملی بیشتر همکاری می‌کنند و همکاری‌ها و موافقت نامه‌های بین‌المللی افزایش یافته است.

## انواع سازمان‌های فعال در کسب‌وکار بین‌الملل

### شرکت‌های چند ملیتی
هنگامی که بازرگانی با پیدایش بنگاه‌هایی که در سرمایه‌گذاری‌های مستقیم قابل توجه در فراسوی مرزهای بین‌المللی حضور داشتند تکامل یافت؛ اصطلاحات جدیدی نیز پدید آمدند تا چشم‌انداز در حال تحول آن را دربر بگیرند. اواسط قرن نوزدهم هنگام ظهور شرکت‌هایی بود که مالک و اداره کننده واحدهای تجاری و عملیاتی در کشورهای مختلف بودند و این انحراف از هنجار پیشین آنها بود، چراکه آنها اغلب سرمایه‌گذاری‌های جزئی یا غیرفعال در خارج از کشور خود داشتند. این تغییر رویکرد یک نامگذاری جدید را ضروری ساخت، که منجر به معرفی اصطلاح "شرکت چندملیتی" (MNE) شد، که به شرکت‌هایی با مراکز عملیاتی در چندین کشور اشاره داشت.
شرکت‌های چندملیتی (MNE)، سازمان‌هایی هستند که رویکردی جهانی به بازارها و عملیات در چندین کشور دارند. مثال‌های معروف از این شرکتها شامل: مک دونالد (MCD)، شرکت قهوه استارباکس (SBUX)، شرکت فورد موتور موتور، جنرال موتورز (GMC)، سامسونگ، ال‌جی، سونی و شرکت‌های انرژی مانند اکسون موبیل و بریتیش پترولیوم (BP) هستند.

### دولت‌ها
دولت‌ها از طریق مذاکرات تجاری، سیاست گذاری اقتصادی و نظارت، موافقت‌نامه‌های تجاری، کاهش تعرفه‌ها، یارانه‌های صادراتی و موارد دیگر، کسب‌وکار بین‌المللی را تسهیل نموده و چارچوب‌هایی را ایجاد می‌کنند که بازرگانی جهانی را ممکن و فعال می‌سازد.

### سازمان‌های اقتصادی بین‌المللی
سازمان‌هایی چون سازمان تجارت جهانی (WTO)، بانک جهانی و صندوق بین‌المللی پول (IMF) سیاست‌ها و فعالیت‌های وام‌دهی را بین کشورها هماهنگ می‌کنند تا تجارت و بازرگانی را در سطح جهانی فعال کنند.

### شرکت‌های لجستیک و ترابری
ارائه دهندگان خدمات حمل و نقل، انبارداری، توزیع و کارگزاری گمرکی امکان جریان فیزیکی کالا بین خریداران و فروشندگان بین‌المللی را فراهم می‌کنند.

### موسسات مالی بین‌المللی
بانک‌های جهانی که تأمین مالی تجارت، بیمه، محصولات اعتباری و خدمات مبادله ارز را ارائه می‌دهند، معاملات بین‌المللی را امکان‌پذیر می‌کنند و ریسک‌های موجود در معاملات فرا مرزی را کاهش می‌دهند.